# Anolis lamari
Anolis lamari — вид ігуаноподібних ящірок родини анолісових (Dactyloidae). Ендемік Колумбії.

## Поширення і екологія
Anolis lamari відомі з типової місцевості, розташованої на східних схилах гір Східного хребта Колумбійських Анд в департаменті Мета, на висоті 1600 м над рівнем моря. Вони живуть у вологих гірських тропічних лісах.